# Réserve naturelle régionale d'Aulon
La réserve naturelle régionale de Aulon (RNR172) est une réserve naturelle régionale située dans le département des Hautes-Pyrénées en région Occitanie (France). Classée en 2001, elle occupe une surface de 1 237 hectares. Ce site est inclus dans l'espace du parc national des Pyrénées et jouxte la réserve naturelle nationale du Néouvielle.

## Localisation

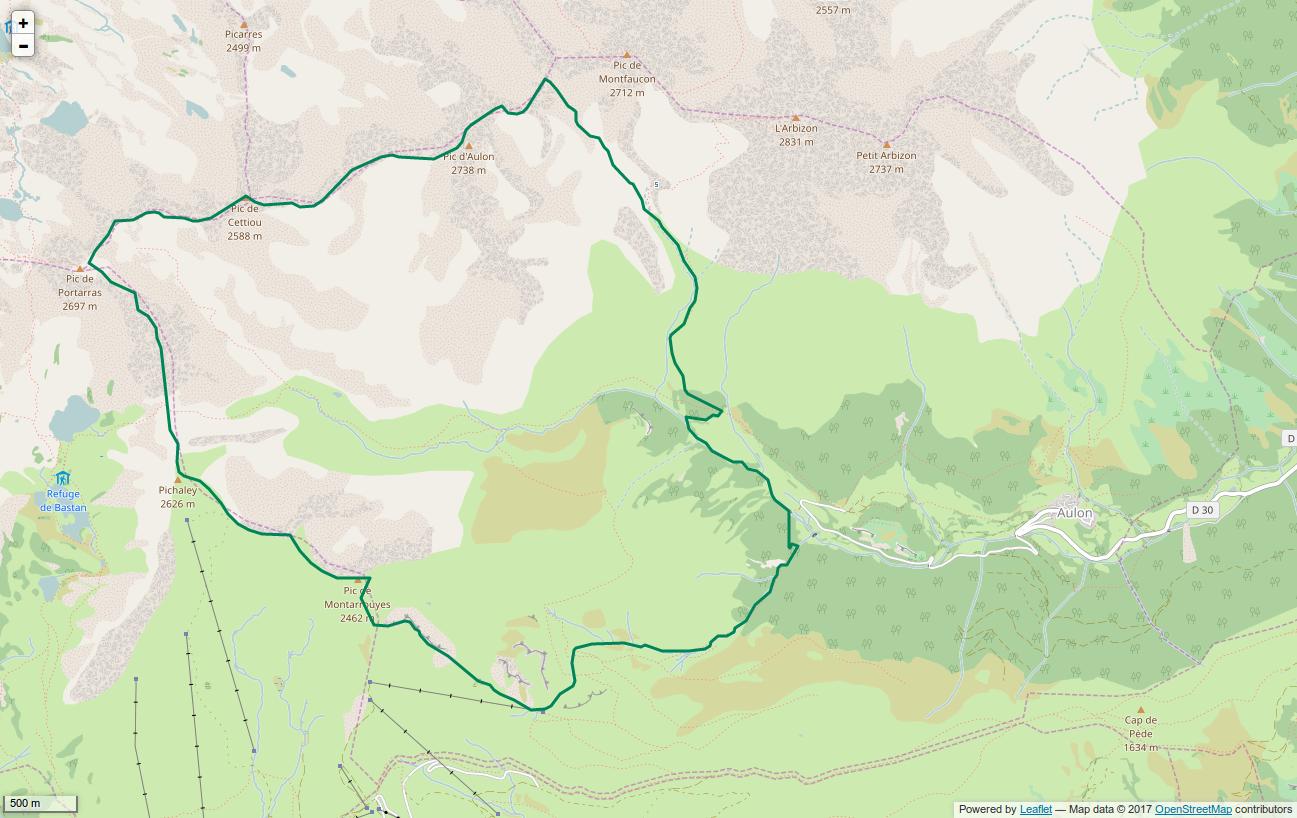
Périmètre de la réserve naturelle.

Le territoire de la réserve naturelle est dans le département des Hautes-Pyrénées, sur la commune d'Aulon, au pied du mont de l'Arbizon, culminant à plus de 2830 mètres. Il s'étend du hameau de Lurgues aux crêtes des Pics de Cettiou, de Portarras et de Bastan en passant par Espigous, Auloueilh sur 1 237 hectares, répartis sur un peu moins de 1 400 m de dénivelé.
Le point bas de la réserve est situé à 1 365 m, au lieu de confluence des ruisseaux d'Auloueilh et de Rabat, alors que le Pic d'Aulon constitue le point haut du site, à 2 738 m d'altitude.

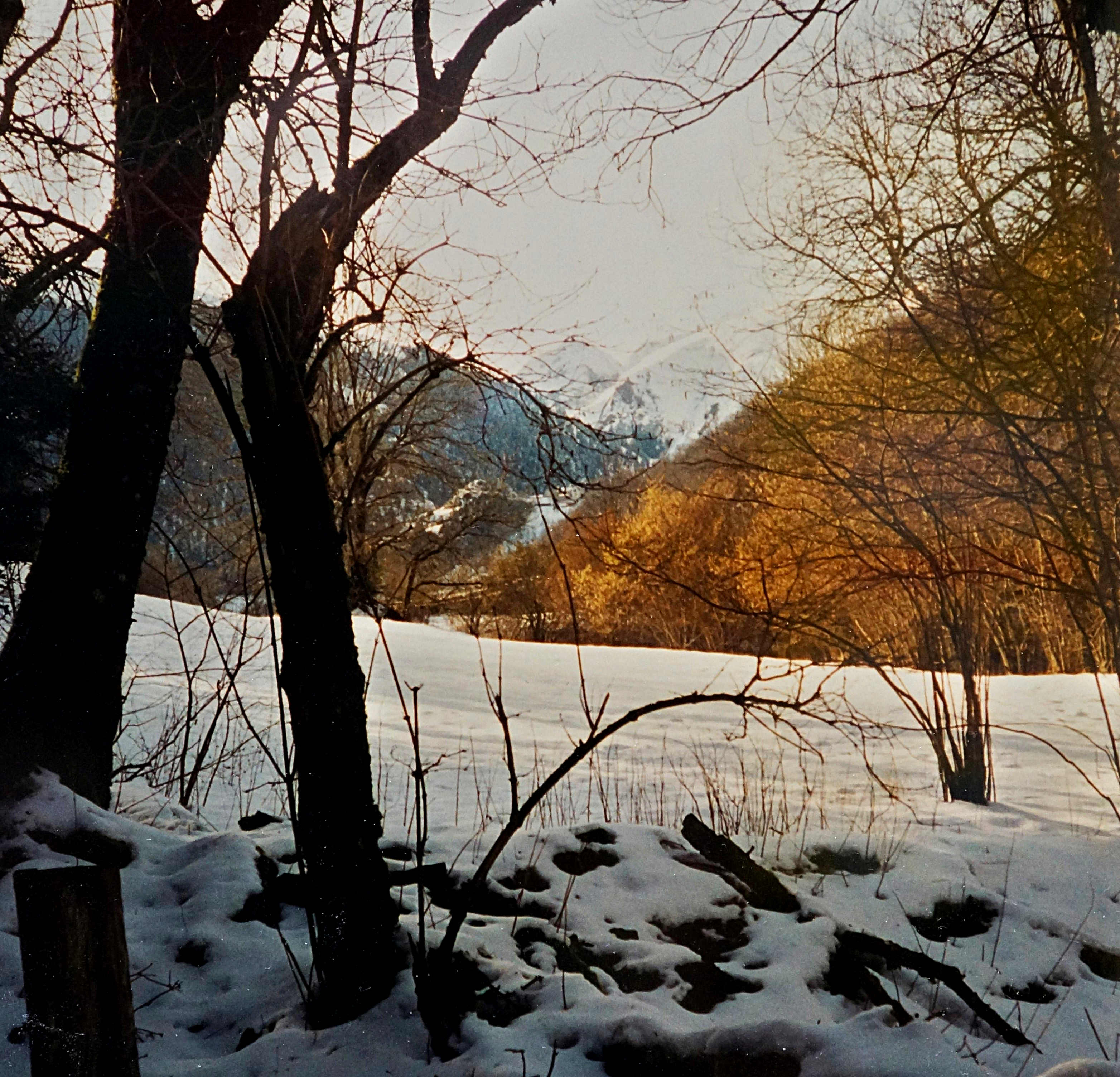
Les pics de Portarras et de Bastan vus d'Aulon.- France
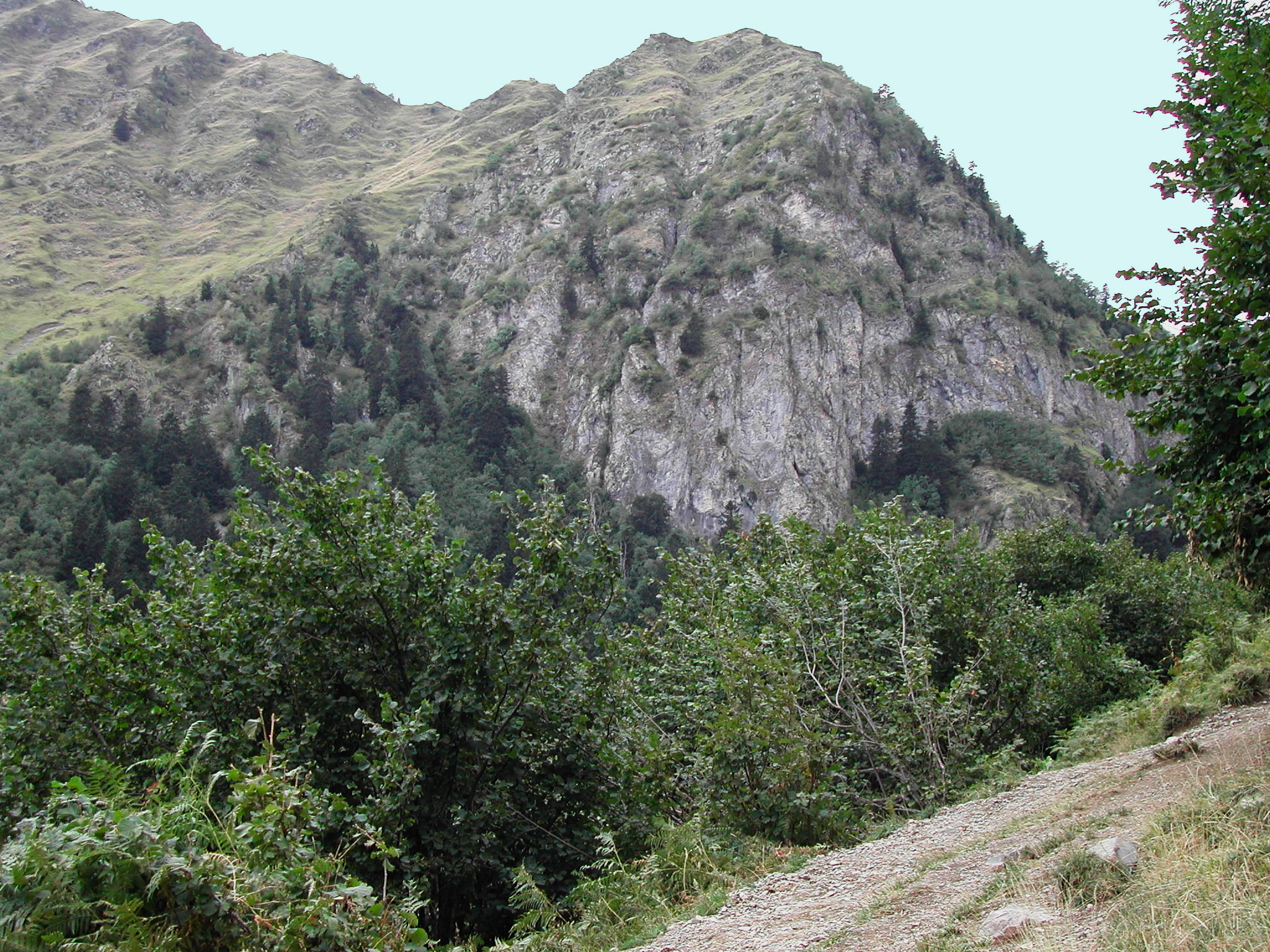
Sur le sentier menant à Auloueilh
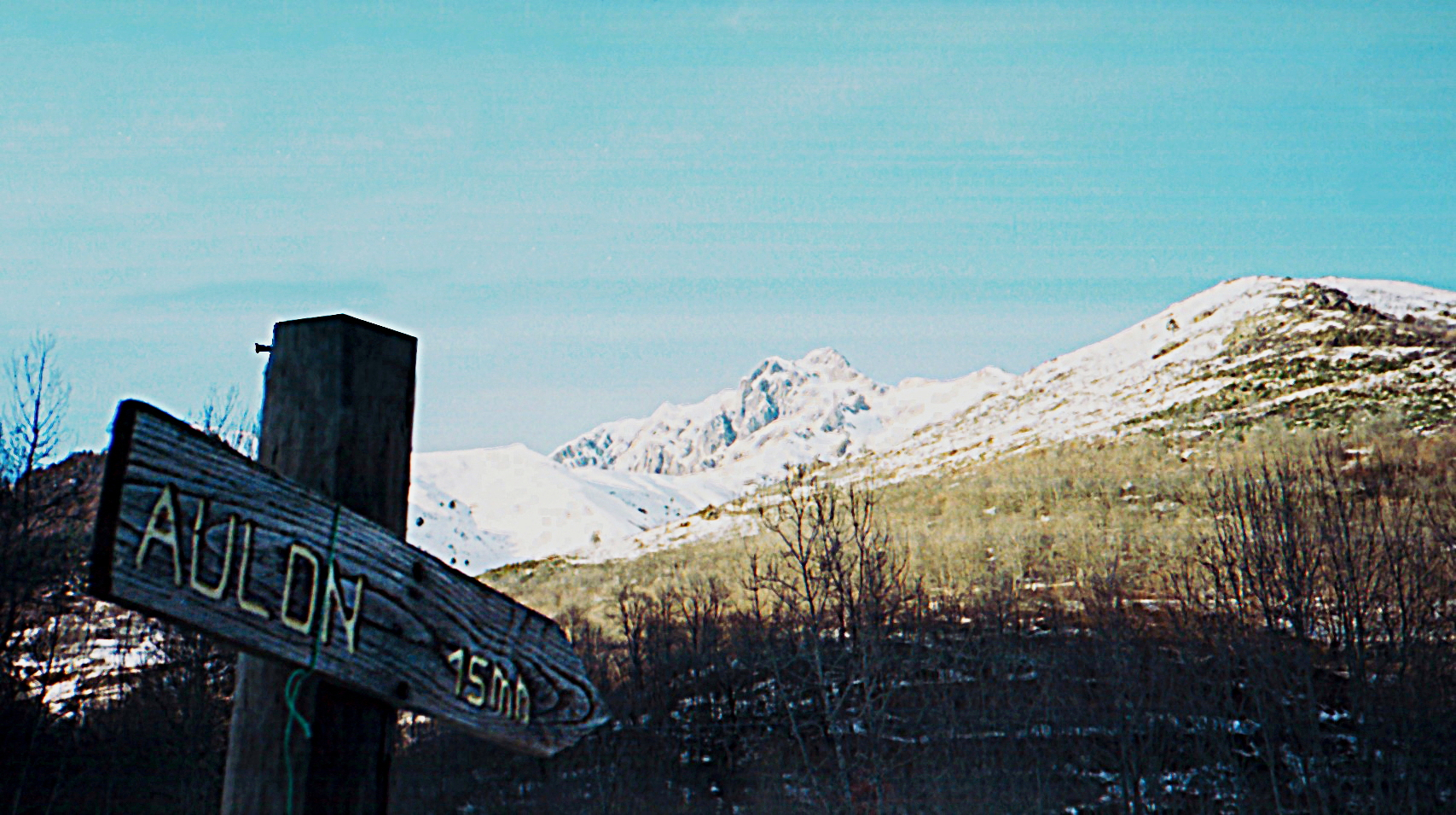
Hiver dans la Réserve naturelle régionale d'Aulon au pied du massif de l' Arbizon .- Hautes-Pyrénées.- France
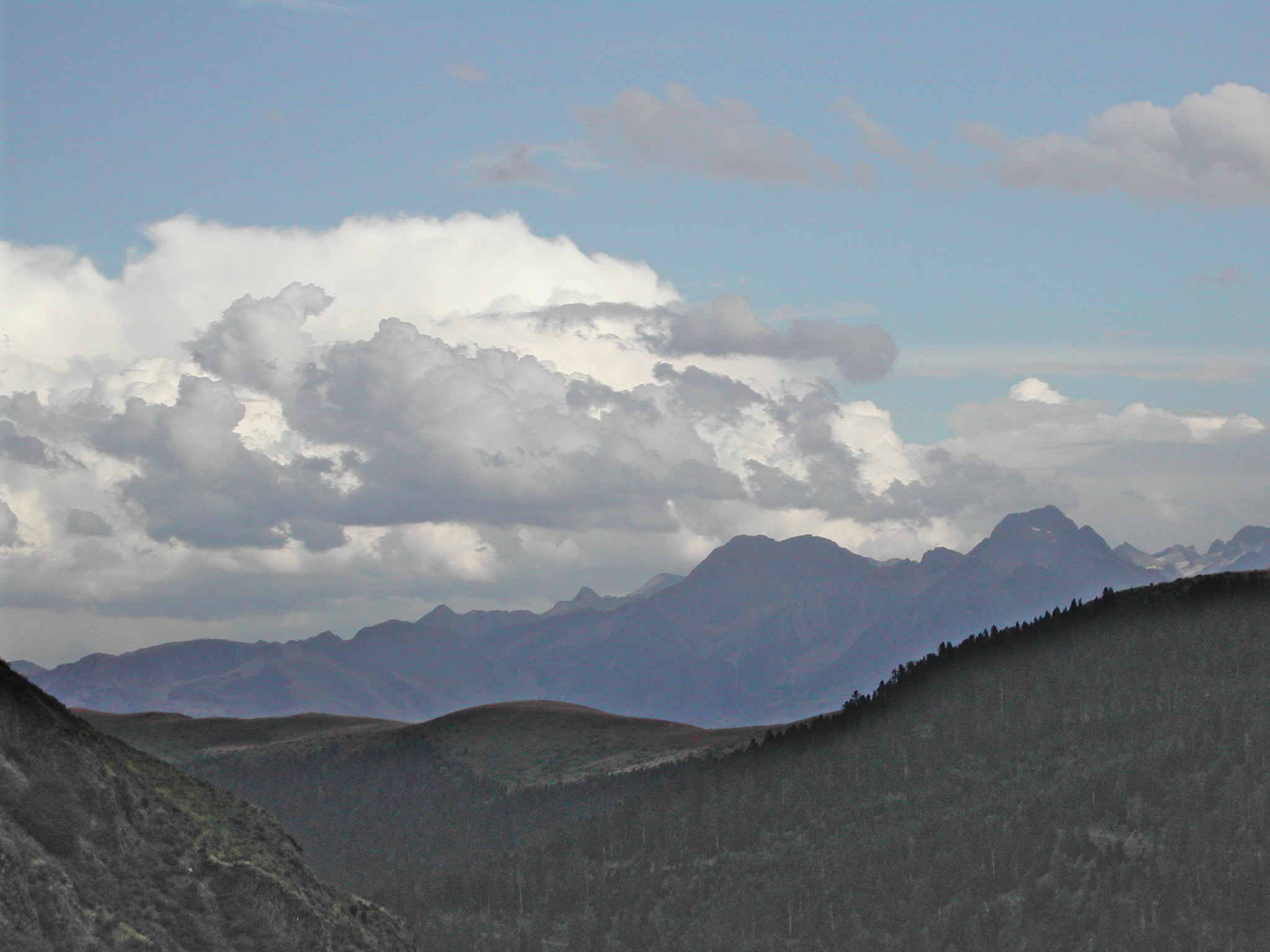
Panorama sur les Hautes Pyrénées (Pics de Clarabide, Gourgs Blancs, et Gourdon) dans la montée du col de Bastan.- (65) France.

## Histoire du site et de la réserve
Classée en réserve naturelle volontaire à sa création le 16 février 2001, la réserve est devenue réserve naturelle régionale au début de l'année 2011. L'objectif étant de préserver la flore et la faune des espaces montagnards du territoire d'Aulon.

## Écologie (biodiversité, intérêt écopaysager…)
Ces espaces bénéficiant d'un statut de protection particulier constituent un réservoir de « biodiversité remarquable ». Répartis sur un site possédant une grande diversité géomorphologique, on peut rencontrer des terrains calcaires, argileux et à pélites (Eocarbonifère et Carbonifère), des schistes et calcaires (Dévonien), des zones de couverture de type alluvions, moraines et éboulis, et une forte présence de granites dans la partie nord de la RNR.
Cette diversité de substrat induit la présence d'habitats écologiques divers :
- les landes et les pelouses : landes alpines et subalpines, pelouses pyrénéennes siliceuses à Festuca eskia, pelouses à Elyna myosuroides des arêtes venteuses, pelouses en gradins et pelouses en guirlandes (Festuca gautieri), mégaphorbiaies alpines et subalpines ;
- les tourbières et autres marais : sources pétrifiantes et sourcins, mouillères (espace nommé Coume d'Espigous) ;
- les formations rocheuses : éboulis siliceux, falaises calcaires centre-Pyrénéennes, sous-types silicoles ;
- les formations boisées : forêts à Pinus uncinata sur substrat calcaire.

La réserve est constituée d'un réseau aquatique complexe, de nombreux ruisseaux et petits torrents, bien alimentés par la fonte des neiges dès le début du Printemps, des mouillères, des mares et un petit lac (lac de Portarras) qui peut s'assécher en saison estivale.
Ces différents milieux abritent des communautés végétales et animales complexes et diverses remarquables, dont certaines espèces sont protégées, rares ou vulnérables.

### Flore
Parmi la flore de la réserve naturelle, plusieurs espèces sont protégées et remarquables : Lycopode des Alpes, Androsace des Pyrénées, Drosera à feuilles rondes, Géranium cendré, Pavot parfumé, Pâturin glauque (Livre rouge) et Scrofulaire des Pyrénées.
Rhododendrons, Callunes et fétuques peuplent les prairies montagnardes de la Réserve tout comme les nombreuses Saxifrages, Joubarbe, Ramondie des Pyrénées, Iris des Pyrénées, Lis des Pyrénées et Lis Martagon, Raisin d'ours, Pin à crochets et Myosotis des Pyrénées, Gesses et beaucoup d'autres.

### Faune
Pour les mammifères, on note la présence remarquable d'Isards mais également de Chevreuil, Cerf élaphe, Marmotte, Renard roux, Martre des pins, Hermine, Campagnol des neiges, Musaraigne pygmée, Lièvre d'Europe et éventuellement les plus discrets Chat sauvage et Desman.
Les oiseaux sont bien présents sur le territoire de la RNR : Grand tétras, Lagopède et Perdrix grise des montagnes, Merle de roche et Merle à plastron, Milan royal, Aigle royal, Vautour fauve, Percnoptère et Gypaète barbu.
Les reptiles sont représentés par l'Orvet, la Vipère aspic et le Lézard montagnard des Pyrénées centrales (Annexe 1 de la Directive Habitat), qui bénéficient tous trois d'un statut de protection particulier.
Parmi les amphibiens, on peut mentionner l'Euprocte des Pyrénées (rare), la Grenouille agile (à surveiller), la Grenouille ibérique, la Grenouille rousse, la Salamandre tachetée et le Triton palmé.
Les inventaires de papillons de jour indiquent une forte présence des Azurés, ainsi que l'Apollon (statut protégé, en danger), le Moiré pyrénéen (rare) et le Moiré de Rondou (vulnérable).

## Intérêt touristique et pédagogique
Les estives d'Aulon, en partie classées en réserve naturelle, accueillent de nombreux troupeaux, majoritairement ovins, mais également bovins et caprins. Plus de 4000 brebis et 400 bovins entretiennent les pelouses et landes de ce territoire. Ils sont en grande partie gardés par deux bergers et un vacher sur toute la période de pâturage en estives, de début juin à mi-septembre. Les troupeaux équins ne sont plus représentés sur cet espace depuis 2011.
Le village accueille des producteurs de laine mohair, de fromages de brebis, de miels et de spécialités culinaires à base de végétaux sauvages (orties…). Le village compte une auberge, des gîtes et des chambres d'hôtes, ainsi qu'une Maison de la nature, créée au cours de l'année 2011 à partir d'une ancienne bâtisse du village. Celle-ci est animée d'un jardin botanique et d'une salle d'exposition et est gérée par La Frênette, association locale gestionnaire de la RNR d'Aulon.

## Administration, plan de gestion, règlement
La réserve naturelle est gérée par l'Association La Frênette qui a essentiellement des missions de conservation et de valorisation de la biodiversité du site, ainsi que des missions d'accueil du public, de sensibilisation et d'information. Des animations et des sorties sur le terrain sont menées par des accompagnateurs professionnels.
Cela passe par des opérations de comptages, de suivi des populations, d'observations et de prospections scientifiques sur diverses communautés, notamment animales (chiroptères, ongulés, galliformes, rapaces…) qui ont pour but de maintenir le rôle de réservoir de biodiversité que représente la réserve. L'activité pastorale joue un rôle dans la gestion des espaces montagnards de la réserve, en assurant une pression pastorale sur le milieu végétal, ce qui empêche entre autres l'embroussaillement, l'expansion de plantes arborescentes dans certaines zones et permet de préserver les pelouses et landes qui sont des milieux écologiques ouverts accueillant une riche biodiversité.
La réserve travaille avec plusieurs organismes professionnels ou associatifs, tels que la Ligue pour la protection des oiseaux, le parc national des Pyrénées, le Centre de ressources sur le pastoralisme et la gestion de l'espace, Nature Midi-Pyrénées, le Conservatoire botanique national et de Midi-Pyrénées, le Centre permanent d'initiatives pour l'environnement, la réserve naturelle régionale du massif du Pibeste-Aoulhet, la médiathèque départementale.

### Outils et statut juridique
La réserve naturelle a été créée par une délibération du 16 février 2001.